# Liste der Stolpersteine in Niederorschel
Die Liste der Stolpersteine in Niederorschel enthält die Stolpersteine, die vom Kölner Künstler Gunter Demnig in der Gemeinde Niederorschel im thüringischen Landkreis Eichsfeld verlegt wurden. Stolpersteine erinnern an das Schicksal der Menschen, die von den Nationalsozialisten ermordet, deportiert, vertrieben oder in den Suizid getrieben wurden. Sie liegen im Regelfall vor dem letzten selbst gewählten Wohnsitz des Opfers.
Die ersten und bislang einzigen Verlegungen in Niederorschel erfolgten am 22. März 2018.

## Hintergrund
„Im Jahr 1944 geriet eine Familie aus Niederorschel in das Getriebe der Nationalsozialisten“, erzählt der Ortschronist Wolfgang Große. „Die sieben Mitglieder wurden in Konzentrationslager deportiert und dort ermordet.“ Es handelte sich um die Familie Unger. Bislang konnten nur relativ wenige Stolpersteine für Sinti und Roma verlegt werden, weil es in vielen Fällen keine Aufzeichnungen zur Lebensgeschichte oder keinen festen Wohnort gab. Es ist nicht nachgewiesen, dass die Familie Unger dieser Volksgruppe angehörte, doch wurde dem Vater diese Bezeichnung attribuiert, was für die Nationalsozialisten Grund genug war für Verhaftung, Deportation und Ermordung – auch seiner Frau und seiner Kinder. Wolfgang Große hat mehrere Jahre an der Rekonstruktion der Familiengeschichte gearbeitet, seine Recherchen führten ihn an das Staatliche Museum Auschwitz-Birkenau und zum Zentralrat Deutscher Sinti und Roma in Heidelberg.

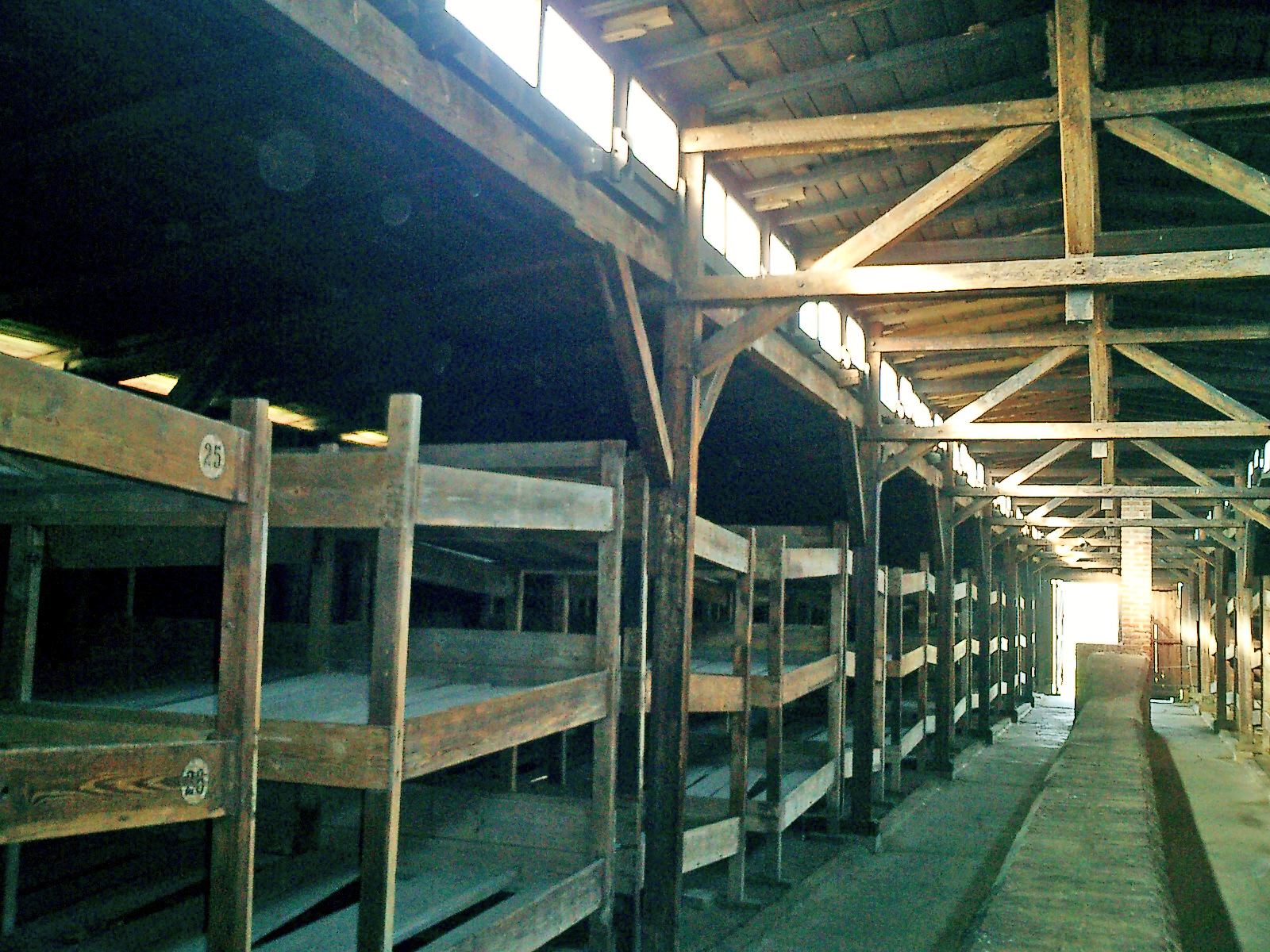
Baracken in Auschwitz

 Die Familie Unger lebte und arbeitete teilweise in Wingerode. „Zeitzeugen aus Wingerode und Niederorschel bezeugten, dass Anton Unger ein sauberer, ordentlicher und freundlicher Mitbürger gewesen sei,“ so Große. Am 3. Juni 1944 kamen die Familie im Konzentrationslager Auschwitz-Birkenau an. Sie bekamen fortlaufende Häftlingsnummern: „Mit einem Z vor der Nummer, wobei Z für Zigeuner stand.“ Zwei Monate später wurde das sogenannte Zigeunerlager von Auschwitz aufgelöst, denn es wurde Platz für ungarische Juden benötigt. Die arbeitsfähigen Sinti und Roma wurden als Zwangsarbeiter in die Rüstungskomplexe im Deutschen Reich überstellt, für kriegswichtige Tätigkeiten eingeteilt oder zur Wehrmacht eingezogen. Große: „Die restlichen, die ‘Nutzlosen‘, gingen in der Nacht vom 2. zum 3. August in die Gaskammern.“ Darunter waren auch alle fünf Kinder von Anton und Katherine Unger.
Die Verlegung der Stolpersteine fand bei Dauerregen statt. Es wurde in Ansprachen der Opfer gedacht, man spielte Violinmusik aus dem Film Schindlers Liste, das Gedicht Ein Koffer spricht von Ilse Weber wurde vorgetragen. Der Pfarrer sprach den Psalm „Mein Gott, mein Gott, warum hast du mich verlassen“, gelbe Rosen wurden niedergelegt. Der einzige Verwandte der Familie, ein Neffe von Katherine Unger, war anwesend.

## Liste der Stolpersteine
| Stolperstein | Inschrift                                                                                          | Verlegeort        | Name, Leben |
| ------------ | -------------------------------------------------------------------------------------------------- | ----------------- | --- |
|              | HIER WOHNTE ANNI UNGER JG. [19..] DEPORTIERT 1944 AUSCHWITZ ERMORDET [...] 1944                    | Oberer Steinweg 1 | Anni Unger war zum Zeitpunkt ihrer Ermordung 16 Jahre alt. |
|              | HIER WOHNTE ANTON UNGER JG. 1903 VERHAFTET 4.5.1944 ZWANGSARBEIT MITTELBAU-DORA ERMORDET 11.3.1945 | Oberer Steinweg 1 | Anton Unger war ein Findelkind. Er wurde 1913 in Nordhausen aufgefunden. Man schätzte den Jungen auf zehn Jahre. Für die Eintragung benötigte man Geburtstag und -ort. Man wählte den letzten Tag des Jahres 1903 und als Geburtsort Erfurt, die Regierungsbezirkshauptstadt. Der Junge hatte schwarze Haare und wurde daher als Zigeuner eingestuft. „Das Todesurteil war hiermit für ihn und seine spätere Familie bereits vorprogrammiert,“ so Wolfgang Große. 1928 heiratete am Standesamt Niederorschel Katherine geb. Burchardt, ebendort 1908 geboren. Das Paar hatte fünf Kinder: Anni, Benno, Arnold, Heinrich Hellmut und Maria-Luise. Die Familie wohnte in der Bahnhofstraße, später im „Alten Gasthof“ am Kies, heute Oberer Steinweg 1. Anton Unger und alle fünf Kinder wurden am 4. Mai 1944 von der Gestapo verhaftet, nach Erfurt verschleppt und von dort nach Auschwitz deportiert. Anfang August 1944 wurden der Vater und die Kinder getrennt. In der Nacht von 2. auf 3. August 1944 wurden die Kinder in den Gaskammern von Auschwitz ermordet. Anton Unger wurde nach Buchenwald überstellt, musste im Außenlager Mittelbau-Dora Zwangsarbeit verrichten und verlor sein Leben am 11. März 1945 im Nebenlager Ellrich-Juliushütte. Todesursache unbekannt. Einige Tage nach seiner und der Kinder Verhaftung und Deportation wurde auch seine Ehefrau verhaftet. Sie kam wahrscheinlich im Frauenkonzentrationslager Ravensbrück oder einem Nebenlager ums Leben. |
|              | HIER WOHNTE ARNOLD UNGER JG. [19..] DEPORTIERT 1944 AUSCHWITZ ERMORDET [...] 1944                  | Oberer Steinweg 1 | Arnold Unger war zum Zeitpunkt seiner Ermordung elf Jahre alt. |
|              | HIER WOHNTE BENNO UNGER JG. [19..] DEPORTIERT 1944 AUSCHWITZ ERMORDET [...] 1944                   | Oberer Steinweg 1 | Benno Unger war zum Zeitpunkt seiner Ermordung dreizehn Jahre alt. |
|              | HIER WOHNTE HELMUT UNGER JG. [19..] DEPORTIERT 1944 AUSCHWITZ ERMORDET [...] 1944                  | Oberer Steinweg 1 | Heinrich Hellmut Unger war zum Zeitpunkt seiner Ermordung acht Jahre alt. |
|              | HIER WOHNTE KATHERINE UNGER GEB. BURCHARDT JG. 1908 VERHAFTET [.].5.1944 RAVENSBRÜCK ERMORDET      | Oberer Steinweg 1 | Katherine Unger, geborene Burchardt, wurde am 11. September 1908 in Niederorschel geboren, sie war römisch-katholisch. 1928 heiratete sie Anton Unger, Findelkind und eingestuft als Zigeuner. Das Paar bekam fünf Kinder: Anni, Benno, Arnold, Heinrich Hellmut und Maria-Luise. Die Familie wohnte in der Bahnhofstraße, später im „Alten Gasthof“ am Kies, heute Oberer Steinweg 1. Der Ehemann und alle fünf Kinder wurden am 4. Mai 1944 von der Gestapo verhaftet, nach Erfurt verschleppt und von dort nach Auschwitz deportiert. Einige Tage später wurde auch Katharine Unger verhaftet, sie wurde vermutlich in das Frauenkonzentrationslager Ravensbrück verschleppt. Dort verlieren sich ihre Spuren: Wolfgang Große: „Ein Haft- und Todesnachweis konnte nicht erbracht werden, da die Nazis über 60 Prozent der Lagerdokumente vernichtet hatten.“ In der Nacht von 2. auf 3. August 1944 wurden alle fünf Kinder in den Gaskammern von Auschwitz ermordet. Der Ehemann wurde nach Buchenwald überstellt, musste im Außenlager Mittelbau-Dora Zwangsarbeit verrichten und kam am 11. März 1945 ums Leben. |
|              | HIER WOHNTE MARIE-LUISE UNGER JG. [19..] DEPORTIERT 1944 AUSCHWITZ ERMORDET [...] 1944             | Oberer Steinweg 1 | Marie-Luise Unger war zum Zeitpunkt ihrer Ermordung zweieinhalb Jahre alt. |